# Peziza exogelatinosa
Peziza exogelatinosa är en svampart som tillhör divisionen sporsäcksvampar, och som beskrevs av K.Hansen och Sandal. Peziza exogelatinosa ingår i släktet Peziza, och familjen Pezizaceae. Arten är reproducerande i Sverige.